# Silphinae
Silphinae è una sottofamiglia di coleotteri appartenente alla famiglia Silphidae.
I suoi membri tendono a nutrirsi di carcasse di animale ed a seppellirli per permettere alla femmina di depositare le uova.

## Sistematica
Sono riconosciute 113 specie di questa sottofamiglia, divise in due tribù e 14 generi.
- Necrodini Portevin, 1926
  - Diamesus Hope, 1840
  - Necrodes Leach, 1815
- Silphini Latreille, 1807
  - Ablattaria Reitter, 1884
  - Aclypea Reitter, 1884
  - Dendroxena Motschulsky, 1858
  - Heterosilpha
  - Heterotemna Wollaston, 1864
  - Necrofila
  - Oiceoptoma Leach, 1815
  - Oxelytrum
  - Phosphuga Leach, 1817
  - Ptomaphila Kirby & Spence, 1828
  - Silpha Linnaeus, 1758
  - Thanatophilus Leach, 1815